# Pod Lasem (Lipnica Górna)
Pod Lasem – część wsi Lipnica Górna w Polsce położona w województwie podkarpackim, w powiecie jasielskim, w gminie Skołyszyn.

W latach 1975–1998Pod Lasem administracyjnie należał do województwa krośnieńskiego.